# Heterocotinis semiopaca
Heterocotinis semiopaca är en skalbaggsart som beskrevs av Moser 1907. Heterocotinis semiopaca ingår i släktet Heterocotinis och familjen Cetoniidae. Inga underarter finns listade i Catalogue of Life.